# Stritrejserzy
Stritrejserzy (ros. Стритрейсеры, Stritrejsery) – rosyjski film sensacyjny z 2008 roku w reżyserii Olega Fiesienko.

## Opis fabuły
Petersburg. Działa tu gang kradnący luksusowe samochody. Jego członkowie są nieuchwytni dla policji. Kierujący grupą Doker (Stanisław Bondarenko) przyjmuje do zespołu nowego członka, Stiepana (Aleksiej Czadow). Młody mężczyzna szybko zyskuje uznanie w nowym środowisku. Zdobywa też przychylność dziewczyny lidera, Katii (Marina Aleksandrowa). Zazdrosny Doker postanawia się zemścić.

## Obsada
- Stanisław Bondarenko jako Doker
- Aleksiej Czadow jako Stiepan
- Marina Aleksandrowa jako Katia, dziewczyna Dokera
- Lew Prigunow
- Aleksiej Guskow
- Elwira Bolgowa